# Баранівська сільська рада (Баранівський район)
Баранівська сільська рада — колишня адміністративно-територіальна одиниця та орган місцевого самоврядування в Баранівському районі Волинської округи, Київської та Житомирської областей УРСР з адміністративним центром у містечку Баранівка.

## Населені пункти
Сільській раді на момент ліквідації були підпорядковані населені пункти:
- сільська частина м-ка Баранівка

## Населення
Кількість населення ради, станом на 1923 рік, становила 4 944 осіб, кількість дворів — 1 006.

## Історія та адміністративний устрій
Утворена 1923 року в складі сільської та містечкової частин містечка Баранівка Баранівської волості Новоград-Волинського повіту.
18 лютого 1923 року, відповідно до рішення Волинської ГАТК «Про об'єднання населених пунктів у сільради, зміну складу і центрів сільрад», до складу ради було включено с. Урля ліквідованої Урлянської сільської ради Баранівської волості. 28 вересня 1925 року с. Урля було повернуте до складу відновленої Урлянської сільської ради Баранівського району.
24 лютого 1926 року в містечковій частині Баранівки було утворено Баранівську єврейську селищну раду.
Ліквідована 10 грудня 1938 року; територію включено до складу Баранівської селищної ради Баранівського району.